# 白关镇 (礼县)
白关镇，原为白关乡，是中华人民共和国甘肃省陇南市礼县下辖的一个乡镇级行政单位。2018年3月撤乡设镇。区划代码改为621226118。

## 行政区划
白关镇下辖以下地区：
硬坪村、排能村、马崖村、冉坝村、松坪村、汪山村、油付村、白关村、巨坪村、老院村、红崖村、榆树村、苟山村、汶地村、李坝村、黄样村、水晶村、黄堡村、元丁村、分水村、硬坝村、朱家村、架箭村、安家村、上河村和太塘村。